# Hans Schemm (Politiker, 1910)
Hans Schemm (* 3. Juli 1910 in München; † 2. Juli 1998 ebenda) war ein deutscher Politiker der FDP und von 1954 bis 1958 Mitglied des Bayerischen Landtags.

## Leben
Schemm besuchte die Volks- und Handelsschule und schloss daran eine kaufmännische Lehre an. Danach arbeitete er als Verkäufer und übernahm den Posten des Filialleiters in einem Einzelhandelsgeschäft, daneben war er auch als Vertreter tätig. 1934 machte er sich als Einzelhändler selbstständig. Im Zweiten Weltkrieg wurde er als Soldat eingesetzt, 1944 geriet er nach einer Verwundung in Gefangenschaft. Nach seiner Entlassung kehrte er in seine selbstständige Tätigkeit zurück.

## Politik
1932 schloss er sich der Staatspartei an, der er bis zu deren Auflösung ein Jahr später angehörte. Nach dem Krieg trat er in die FDP ein, für die er ab 1952 im Münchner Stadtrat saß. Bei der Landtagswahl 1954 wurde er im Wahlkreis Oberbayern in den Bayerischen Landtag gewählt, dem er eine Wahlperiode lang bis 1958 angehörte.